# Aphantaulax
Aphantaulax Simon, 1878 è un genere di ragni appartenente alla famiglia Gnaphosidae.

## Distribuzione
Le 15 specie note di questo genere sono diffuse in Africa, Europa, Asia ed Australia: la specie dall'areale più vasto è la A. trifasciata rinvenuta in varie località della regione paleartica.

## Tassonomia
Non sono stati esaminati esemplari di questo genere dal 2013.
Attualmente, ad aprile 2015, si compone di 15 specie e una sottospecie:
1. Aphantaulax albini (Audouin, 1826)[2] — Egitto, Etiopia
2. Aphantaulax australis Simon, 1893 — Sudafrica
3. Aphantaulax cincta (L. Koch, 1866) — Europa, Africa settentrionale, Israele
4. Aphantaulax ensifera Simon, 1907 — Isola São Tomé
5. Aphantaulax fasciata Kulczyński, 1911 — Giava, Isola di Lombok (Piccole isole della Sonda)
6. Aphantaulax flavida Caporiacco, 1940 — Etiopia
7. Aphantaulax inornata Tucker, 1923 — Sudafrica
8. Aphantaulax katangae (Giltay, 1935) — Congo
9. Aphantaulax scotophaea Simon, 1908 — Australia occidentale
10. Aphantaulax signicollis Tucker, 1923 — Sudafrica
11. Aphantaulax stationis Tucker, 1923 — Sudafrica
12. Aphantaulax trifasciata (O. P.-Cambridge, 1872) — Regione paleartica
  - Aphantaulax trifasciata trimaculata Simon, 1878 — Francia
13. Aphantaulax univittata Thorell, 1897 — Myanmar
14. Aphantaulax voiensis Berland, 1920 — Africa orientale
15. Aphantaulax zonata Thorell, 1895 — Myanmar

### Specie trasferite
- Aphantaulax corvina (Simon, 1878); trasferita al genere Micaria Westring, 1851[1].
- Aphantaulax rufa Savelyeva, 1972; trasferita al genere Haplodrassus Chamberlin, 1922
- Aphantaulax troxochroides Strand, 1915; trasferita al genere Micaria Westring, 1851

### Sinonimi
- Aphantaulax seminigra Simon, 1878; posta in sinonimia con A. trifasciata (O. P.-Cambridge, 1872) a seguito di un lavoro dell'aracnologo Levy del 2002[1].